# بلانشت فيري روكفلر
بلانشت فيري روكفلر (بالإنجليزية: Blanchette Ferry Rockefeller)‏ هي نجمة اجتماعية أمريكية، ولدت في 2 أكتوبر 1909 في مانهاتن في الولايات المتحدة، وتوفي بنفس المكان في 29 نوفمبر 1992.